# Arakaldo
Arakaldo város Spanyolországban,  Bizkaia tartományban. Arakaldo Arrankudiaga, Laudio/Llodio és Orozko községekkel határos. Lakosainak száma 160 fő (2024).

## Népesség
A település lakosságának változását az alábbi diagram mutatja:
| Lakosok száma | 88   | 95   | 97   | 95   | 126  | 144  | 159  | 159  | 158  | 160  |
|               | 2001 | 2004 | 2007 | 2009 | 2012 | 2014 | 2017 | 2019 | 2022 | 2024 |